# Volkswagen Polo II
Volkswagen Polo II (type 86C) var en bilmodel fra Volkswagen, som mellem oktober 1981 og september 1994 blev fremstillet på fabrikkerne i Wolfsburg, Pamplona (Spanien) og Mosel i totalt ca. 1,7 mio. eksemplarer. Modellen fandtes kun med tre døre, enten med stejl (Liftback) eller skrå (Coupé) bagende med fire- eller femtrins manuel gearkasse, forhjulstræk og tværliggende frontmotorer. Der kunne vælges mellem benzinmotorer fra 29 kW (40 hk) til 85 kW (115 hk) samt dieselmotorer med 33 kW (45 hk) og 35 kW (48 hk). Karakteristisk for Polo II var de forreste trekantruder, som ikke (i modsætning til Golf II fra og med sommeren 1987) bortfaldt.
Polo-modellerne af anden generation har udmærket sig som billige og robuste minibiler til bl.a. nybegyndere og minimalister. Sikkerhedsudstyret var mod slutningen af modellens levetid ikke længere tidssvarende, og komfortudstyret var som regel også sparsomt.
Modellen blev valgt til Årets Bil i Danmark 1982.

## Modelhistorie
Polo 86C blev bygget i totalt 13 år − næsten lige så længe som forgængeren 86 og efterfølgeren 6N tilsammen. Ud over det store facelift i oktober 1990 gennemgik Polo II flere mindre modifikationer i løbet af sin levetid.
Eksempler for modellerne frem til sommeren 1990:
De første Poloer havde i nogle tilfælde delforkromede kunststoflister relativt højt i bilens samlede længde. Senere var der kun kunststoflister mellem hjulkasserne på højde med kofangerne. Til de første Poloer hørte ligeledes de store rat med tynd ratkrans. I tidens løb fik alle Poloer mindre rat med tyk ratkrans. Også baklygterne gennemgik en modifikation: De første modeller havde kun en lille lygteflade med røde rammer, mens senere modeller havde et komplet hvidt glas.

### 1981−1990: Polo 86C
I oktober 1981 introducerede Volkswagen efterfølgeren for den første Polo-generation, som i den første tid kun fandtes som tredørs semistationcar. Med et for denne klasse stort bagagerum, som kunne gøres endnu større ved at klappe bagsædet frem, kunne selv gods på størrelse med en vaskemaskine transporteres uden problemer.
I starten fandtes Polo i udstyrsvarianterne C, CL og GL med følgende motorer:
- 1,05 liter − 29 kW (40 hk)
- 1,1 liter − 37 kW (50 hk)
- 1,3 liter − 44 kW (60 hk)
- Formel E med højere kompressionsforhold, hækspoiler og økonomiindikator på basis af 50 hk-motoren

I februar 1982 fulgte en ny model af sedanudgaven Derby. Den tredje karrosserivariant, Polo Coupé, fulgte i august 1982 og adskilte sig fra semistationcaren med sin fladere affaldende bagrude og var fra starten mere sportsligt orienteret. Derfor kunne den nyudviklede 1,3-litersmotor med 55 kW (75 hk) i starten kun fås til Coupé i den nye udstyrsvariant GT, men Coupé fandtes også som CL og GL.
I august 1983 afløste en ny 1,3-litersmotor med 40 kW (54 hk) de hidtidige 50- og 60 hk-motorer.
I marts 1984 begyndte produktionen af Polo på SEAT-fabrikken i Pamplona i Spanien, som senere blev ovetaget af Volkswagen Group. I august 1984 udgik GL-versionen, mens CL-udstyret blev udvidet. Polo Coupé kunne nu også leveres med 40 hk-motoren og GT-versionen også med 54 hk-motoren. Samtidig introducerede Volkswagen den nye bilradiogeneration alpha, beta og gamma.
Fra august 1985 kunne en varebilsudgave bestilles. Denne version var en Liftback uden bagsæde, men med blændede bageste sideruder, lastrumsbeklædning og adskillelsesgitter bag forsæderne. Modellen henvendte sig fortrinsvis til små håndværksfirmaer. Coupé kunne nu også fås med C-udstyr.
Samme måned blev 1,05-litersmotoren med 40 hk optimeret til 33 kW (45 hk). Ligeledes præsenteredes topmodellen af Coupé under navnet GT G40.
I juli 1986 tilkom en 1,3-liters dieselmotor med 33 kW (45 hk) til Polo. En måned senere udgik C-modellen.
Fra august 1987 begrænsede Polo-programmet sig til tre udstyrsvarianter − Fox, CL og GT. CL-varianten blev reduceret i udstyr, mens GT blev udvidet. Fox var en ny basismodel baseret på en tidligere specialmodel. 1,3-litersmotoren med 55 kW (75 hk) kunne nu også fås til semistationcaren.
Polo sedan og varebil udgik på det tyske marked i august 1988, og 45- og 55 hk-motorerne fik katalysator. 75 hk-motoren fik først katalysator i oktober 1989 samtidig med en gennemgribende modifikation.
En udvidelse af alle modelvarianter fulgte i august 1989.
Som sidste modelændring inden det store facelift blev ekstraudstyrslisten i april 1990 udvidet med et elektrisk foldeskydetag. Fra den 21. maj 1990 blev Polo også bygget i Mosel, i den første tid af Industrieverband Fahrzeugbau i det dengang endnu bestående DDR. Fra august 1990 var dieselmotoren på 1,4 liter og ydede 35 kW (48 hk).
- Bagfra
- Kabinen i en Polo Jeton
- Volkswagen Polo Coupé (1982–1990)
- Volkswagen Polo Coupé GT

### 1990−1994: Polo 86C "2F"
I oktober 1990 gennemgik Polo et omfattende facelift. I kabinen kom der et nyt tidssvarende instrumentbræt med flere fralægningsrum, højere placeret radiokonsol, drejeknapper til varme og ventilation og et nydesignet kombiinstrument. Derudover var der også et nyt rat, fuldt beklædte døre og bageste sider, nye kontaktarme og for første gang to højttalerskakte foran.
Polo blev også modificeret udvendigt med bl.a. større kofangere. Kofangerne fik større flade for at gøre den mere modstandsdygtige over for mindre skader. Forvognen og bagpartiet blev ligeledes redesignet, hvilket nødvendiggjorde en modifikation af sidedelene bagest på bagenden. Større, kantede forlygter sørgede for en op til 50% stærkere kørebanebelysning og større baglygter for bedre aktiv sikkerhed. De forreste blinklys blev på 86C "2F" monteret ved siden af forlygterne, så de også kunne ses fra siden. Cw-værdien på Polo 86C kunne fra efteråret 1990 forbedres med 10%. Dertil blev forvognen afrundet.
Også den faceliftede Polo fandtes som varebil, men i Tyskland og Østrig ikke som sedan. I Tyskland havde Deutsche Telekom Polo Coupé'er som varebiler. Telekoms Polo Coupé'er havde ingen bageste sideruder, en anden lasteflade end Liftback, og skillevæggen gik ikke kun op i nakkestøttehøjde, men helt op til taghimlen.
Derfor betegnes modellen meget ofte som Polo 2F (Facelift). Introduktionen af Polo 86C-efterfølgeren, Polo 6N (eller Polo III) var af Volkswagen allerede planlagt tidligere end 1994, men blev på grund af Polo 2F's enorme succes udskudt flere gange. Især forskellige specialmodeller som f.eks. Polo "Genesis" med særligt sportsligt ekstraudstyr fra fabrikken og specialfarver i kabinen sørgede for høje salgstal. Yderligere attraktive specialmodeller var bl.a. Polo Boulevard, Universal, Style, Scot og GT Extra.
I august 1991 blev udstyrsvarianterne Fox, CL, GT og G40 udvidet. Alle Polo'er fik stivere døre som beskyttelse mod sidekollision, automatiske trepunktsseler på bagsædets yderste pladser samt sideblinklys.
Yderligere udstyrsforbedringer var en fast bagagerumsafdækning og passagersolskærm med makeupspejl i Polo Fox, indvendigt justerbare sidespejle i Fox og CL, sidebeklædning i bagagerummet samt treeget rat i CL. Fra CL og opefter var der holdere til førstehjælpskasse og advarselstrekant, og i GT var førersædet højdejusterbart. Polo G40 havde som standardudstyr tågeforlygter, hvide blinklys foran og delvist afmørkede baglygter; derudover havde modellen ligeledes læderbetrukket rat og gearknop. Det elektriske foldeskydetag blev med modelåret 1992 (fra august 1991) taget af programmet.
Allerede den 12. september 1991 blev produktionen af Polo i Mosel igen indstillet. Siden maj 1990 blev der i alt bygget 17.978 Poloer i Mosel.
- Volkswagen Polo (1990–1994)
- Bagfra
- Volkswagen Polo Coupé (1990–1994)
- Kabinen i en Polo G40 (med rat fra Polo Fox)

I september 1994 forlod den sidste Polo 86C samlebåndet. Herefter blev modellen afløst af Polo 6N.

## Polo Fox
I juli 1984 sendte Volkswagen den spartansk udstyrede specialmodel Fox på markedet. Den kostede ca. 1000 DM mindre end C-modellen og skulle tiltale de kunder, som hidtil på grund af den lave pris ville have valgt en Type 1.
Polo Fox var udstyret med 40 hk-motoren i kombination med firetrins manuel gearkasse. Modellen manglede ekstraudstyr såsom ur, triptæller, cigarettænder, handskerumsklap, aflåseligt tankdæksel og fast hattehylde.
Udefra kunne Polo Fox kendes på Fox-skrifttrækket, farverne turkisblå eller saimagrøn og de passende lakerede stålfælge i hvid eller saimagrøn. Sæder, dørbeklædninger og hattehylde var i bilens farve.
I 1985 tilkom farverne alpinhvid og − mod merpris − sort, hvorimod kabineudstyret i starten fortsat var i turkisblå eller saimagrøn. Ekstraudstyrslisten blev samtidig udvidet med sidespejl i passagersiden, bremseforstærker, halogenforlygter og radio. I modelår 1986 afløste farverne tornaorød og skygrå de oprindelige farver turkisblå og saimagrøn, motoreffekten steg fra 40 til 45 hk og listen over ekstraudstyr blev igen udvidet.
Fra marts 1986 fandtes også Polo Coupé som Fox, og varianter med udstødningsrensning og fem gear blev tilføjet modelprogrammet. Fra august 1986 afrundede Fox Polo-programmet nedad som normal udstyrsvariant.
Også efter det store facelift i 1990 fortsatte basismodellen Fox. Sideblinklys var ikke standardudstyr.
Polo III fandtes derimod ikke i en Fox-version. I årene 2005 til 2011 blev navnet benyttet på en selvstændig bilmodel, Volkswagen Fox. Denne blev fremstillet i Brasilien og var mindre end den nu betydeligt større Polo IV.

## Polo G40
Som topmodel af Polo Coupé blev modellen G40 med 85 kW (115 hk) ved 6000 omdr./min. og et drejningsmoment på 148 Nm ved 3600 omdr./min. på basis af 1,3'eren præsenteret i august 1985. Den højere effekt var opnået ved hjælp af en G-lader, hvis funktion minder om en kompressor. Indsugningsluften blev komprimeret af den remdrevne G-lader, hvorved der kunne indsprøjtes mere brændstof uden at blandingen blev for fed. G-laderen er ifølge fabrikantens udtalelser ikke vedligeholdelsesfri. Afhængigt af omdrejningstal og køreydelse slides diverse konstruktivt betingede dele, hvilket kan føre til alt fra indskrænket funktion til alvorlig beskadigelse af G-laderen. Dog kan G-laderens funktion sikres med turnusmæssige revisioner med egnede reservedele op til flere hundrede tusinde kilometer.
Ved udviklingen var der fastsat en grænse for bilens højeste effekt. Femtrinsgearkassen kunne holde til maksimalt 150 Nm, som motoren overførte til krumtapakslen, da udvikling af en stærkere gearkasse vil blive for dyr. For at afgive ydelsen var den ladeluftkølede GT G40 udstyret med en tilpasset, 30 mm (fortil) hhv. 20 mm (bagtil), sænket undervogn, indvendigt ventilerede skivebremser på for- og baghjulene og alufælge på dæk i størrelse 175/60R13.
I maj 1987 forlod en specialserie på 500 sorte Polo Coupé GT G40 på basis af den "gamle" Polo 86C for første gang fabrikken. Modellen var udstyret med et speedometer gående op til 240 km/t med triptæller. Et år senere blev der på grund af den store efterspørgsel fremstillet yderligere 1500 identiske biler i farverne hvid, tornadorød, blå og sort som ellers var udsolgt, hvoraf 500 blev leveret i Frankrig. Først i januar 1991 blev Polo G40, som den nu kun hed, på basis af Polo 2F en del af det regulære modelprogram. På grund af den monterede katalysator faldt effekten fra 85 kW (115 hk) til 83 kW (113 hk). G40 kunne kendes på BBS-alufælgene i størrelse 5½×13, stødlister hele vejen rundt, bredere forskærme, tagantenne, røde fartstriber på kofangerne, G40-emblemer i kølergrillen og på bagklappen, sportssæder i Le Mans Karo-design og et speedometer gående op til 240 km/t. Fra august 1991 og frem havde modellen ligeledes tågeforlygter og hvide blinklys, afmørkede baglygter samt læderrat og -gearknop som standardudstyr.
- Polo GT G40, årgang 1988
- Polo G40, årgang 1992

## Öko-Polo
Ligeledes udstyret med G-lader var en forsøgsbil ved navn Öko-Polo. Af denne serienære version blev der i år 1988 produceret ca. 50 eksemplarer ud af de 70 planlagte, som blev testet af privatpersoner og biltidsskrifter. Denne version blev udelukkende leveret i farven hvid med regnbuestriber på siderne. Kabinen var på nær den manglende koblingspedal og ladetryksmåleren fuldstændig identisk med den almindelige Polo. Modellen var beregnet på maksimal sparsommelighed og udstyret med en dieselmotor på 860 cm³. Den tocylindrede motor med direkte indsprøjtning var udstyret med balanceaksel. G-laderen fra G40 tilsluttede sig efter behov elektrisk og øgede effekten fra 27 til 40 hk, hvilket gav bilen en tophastighed på 138 km/t. Med semiautomatisk femtrinsgearkasse fra spareudgaven af Golf kunne Öko-Polo opnå et normforbrug på 3,6 liter. Under en testkørsel foretaget af tidsskriftet auto motor und sport, som foregik i lav fart fra Wolfsburg til Marseille, brugte bilen kun 1,7 liter. Dette blev opnået ved hjælp af et elektronisk start/stop-system. Derudover testede Volkswagen i Öko-Polo et partikelfilter, som rengjorte sig selv ved hjælp af et additiv i brændstoffet, samt et udstødningsgastilbageføringssystem. Additivet var nødvendigt, da den lille motor ved bykørsel og på korte ture ikke frembragte nok varme til selv at forbrænde partiklerne i partikelfiltret. På trods af succesfulde tests gik bilen aldrig i serieproduktion. Dog blev flere af erfaringerne brugt i de senere introducerede Golf III Ecomatic og Lupo 3L TDI.

## Derby
Den i oktober 1981 introducerede Derby var en todørs sedan med konventionelt bagagerum og rektangulære forlygter. Udstyret og motorprogrammet var identisk med Polo.
I august 1984 mistede Derby de rektangulære forlygter til fordel for de samme runde forlygter som Polo.
I december 1984 bortfaldt navnet Derby, og modellen blev en del af Polo-serien.
Polo Sedan udgik i Tyskland og Østrig i august 1988, men fortsatte dog i blandt andet Benelux-landene, hvor den ligesom Polo og Polo Coupé fik et facelift i oktober 1990. I Schweiz hed Derby Polo Classic.

## Tekniske data
| Model         | Slag- volume cm³ | Boring × slaglængde mm | Maks. effekt kW (hk) / omdr. | Drejnings- moment Nm / omdr. | Kompressions- forhold | Fødesystem    | Katalysator | Motorkode  | 0-100 km/t sek. | Topfart km/t | Byggeår           |
| ------------- | ---------------- | ---------------------- | ---------------------------- | ---------------------------- | --------------------- | ------------- | ----------- | ---------- | --------------- | ------------ | ----------------- |
| Benzinmotorer |                  |                        |                              |                              |                       |               |             |            |                 |              |                   |
| 1.0           | 1043             | 75,0 × 59,0            | 29 (40) / 5300               | 74 / 2700                    | 9,5:1                 | Karburator    | Nej         | GL         | 21,2            | 135          | 11/1981 − 10/1986 |
| 1.0           | 1043             | 75,0 × 59,0            | 33 (45) / 5600               | 74 / 3600                    | 9,5:1                 | Karburator    | Nej/ja      | HZ, ACM    | 19,5            | 142          | 8/1985 − 2/1992   |
| 1.0           | 1043             | 75,0 × 59,0            | 33 (45) / 5600               | 70 / 3600                    | 9,5:1                 | Indsprøjtning | Ja          | AAK        | 20,5            | 145          | 11/1989 − 7/1990  |
| 1.0           | 1043             | 75,0 × 59,0            | 33 (45) / 5200               | 76 / 2800                    | 10,0:1                | Indsprøjtning | Ja          | AAU        | 20,5            | 145          | 10/1990 − 9/1994  |
| 1.1           | 1093             | 69,5 × 72,0            | 37 (50) / 5800               | 77 / 3500                    | 8,0:1                 | Karburator    | Nej         | HB         | 16,0            | 148          | 9/1981 − 7/1983   |
| 1.1 Formel E  | 1093             | 69,5 × 72,0            | 37 (50) / 5600               | 82 / 3300                    | 9,7:1                 | Karburator    | Nej         | HB         | 17,0            | 148          | 1/1982 − 7/1983   |
| 1.3           | 1272             | 75,0 × 72,0            | 44 (60) / 5600               | 95 / 3400                    | 8,2:1                 | Karburator    | Nej         | HH         | 15,0            | 155          | 10/1981 − 7/1983  |
| 1.31          | 1272             | 75,0 × 72,0            | 37 (50) / 5400               | 91 / 3300                    | 9,5:1                 | Karburator    | Nej         | HW, NU     | 15,4            | 150          | 8/1983 − 8/1990   |
| 1.3           | 1272             | 75,0 × 72,0            | 40 (54) / 5400               | 96 / 3300                    | 9,5:1                 | Karburator    | Nej/ja      | HK, MH, 2G | 14,2            | 153          | 8/1983 − 9/1994   |
| 1.3           | 1272             | 75,0 × 72,0            | 40 (54) / 5200               | 97 / 3000                    | 9,5:1                 | Indsprøjtning | Ja          | NZ         | 15,5            | 154          | 2/1987 − 9/1994   |
| 1.3           | 1272             | 75,0 × 72,0            | 40 (54) / 5000               | 95 / 3200                    | 9,5:1                 | Indsprøjtning | Ja          | AAV        | 15,5            | 154          | 1/1991 − 9/1994   |
| 1.3           | 1272             | 75,0 × 72,0            | 55 (75) / 5800               | 104 / 3600                   | 11,0:1                | Karburator    | Nej         | GK         | 11,5            | 170          | 10/1982 − 7/1989  |
| 1.3           | 1272             | 75,0 × 72,0            | 57 (78) / 6100               | 99 / 3600                    | 10,0:1                | Indsprøjtning | Nej         | 3F         | 11,3            | 171          | 10/1989 − 7/1992  |
| 1.3           | 1272             | 75,0 × 72,0            | 55 (75) / 5900               | 99 / 3600                    | 10,0:1                | Indsprøjtning | Ja          | 3F         | 11,7            | 170          | 10/1989 − 9/1994  |
| 1.3 G40       | 1272             | 75,0 × 72,0            | 85 (115) / 6000              | 148 / 3600                   | 8,0:1                 | Indsprøjtning | Nej         | PY, MM     |                 |              | 5/1987 − 9/1994   |
| 1.3 G40       | 1272             | 75,0 × 72,0            | 83 (113) / 6000              | 150 / 3600                   | 8,0:1                 | Indsprøjtning | Ja          | PY         | 8,6             | 196          | 1/1991 − 9/1994   |
| Dieselmotorer |                  |                        |                              |                              |                       |               |             |            |                 |              |                   |
| 1.3 Diesel    | 1272             | 75,0 × 72,0            | 33 (45) / 4900               | 75 / 3000                    | 22,0:1                | Hvirvelkammer | Nej         | MN         | 21,2            | 140          | 7/1986 − 7/1990   |
| 1.4 Diesel    | 1391             | 75,0 × 78,7            | 35 (48) / 4500               | 85 / 2700                    | 22,5:1                | Hvirvelkammer | Nej         | 1W         | 19,5            | 142          | 8/1990 − 9/1994   |

## Sikkerhed
Det svenske forsikringsselskab Folksam vurderer flere forskellige bilmodeller ud fra oplysninger fra virkelige ulykker, hvorved risikoen for død eller invaliditet i tilfælde af en ulykke måles. I rapporterne Hur säker är bilen? er/var Polo i årgangene 1982 til 1994 klassificeret som følger:
- 1999: Mindst 20% dårligere end middelbilen[6]
- 2001: Mindst 20% dårligere end middelbilen[7]
- 2003: Mindst 15% dårligere end middelbilen[8]
- 2005: Ned til 15% dårligere end middelbilen[9]
- 2007: Dårligere end middelbilen[10]
- 2009: Dårligere end middelbilen[11]
- 2011: Dårligere end middelbilen[12]
- 2013: Mindst 40% dårligere end middelbilen[13]
- 2015: Mindst 40% dårligere end middelbilen[14]

## Specialmodeller
Polo 86C fandtes ud over de normale udstyrsvarianter Fox, C, CL, GL og GT også i følgende specialmodeller:
| Model          | Særlige kendetegn (bl.a.) |
| -------------- | --- |
| Azur           | Kun årgang 1989, fandtes i fire forskellige metalfarver (turkisblå, grøn, diamantsølv og atlasgrå), dørlommer, varmedæmpende ruder, sort tagræling og stor spoiler ved bagruden (Liftback), analogur, triptæller, Azur-kabinedesign, midterkonsol, højre sidespejl, indvendigt justerbare sidespejle |
| Bunny C        | Lamineret forrude, bredere forskærme, frontspoiler, hækspoiler, bagrudevisker, baklygte, indtræk "Perltweed", liggesædeindretning, totrins bagsæderyglæn, afblændeligt bakspejl, justerbare nakkestøtter, parkeringslyskontakt, 29 kW (40 hk)-motor. Denne version blev kun markedsført i Østrig. |
| Super Bunny CL | Halogenforlygter, lamineret forrude, bredere forskærme, frontspoiler, hækspoiler, bagrudevisker, sidebeskyttelseslister, heldækkende hjulkapsler, sort B-søjle, indtræk med farvede striber, totrins bagsæderyglæn, afblændeligt bakspejl, intervalforrudevisker, ur, delt bagsæde, midterkonsol, stofbeklædte døre, dørlommer, cigarettænder, 29 kW (40 hk) og 37 kW (50 hk)-motorer. Denne version blev kun markedsført i Østrig.                                                                                                  |
| Betty Barclay  | Liftback designet af modedesigneren Betty Barclay, sportssæder afstemt efter bilens farve, grøn metallak, fartstriber med "Betty Barclay Polo"-skrifttræk på forskærmene, sølvfarvede heldækkende hjulkapsler, lædersportsrat i "Betty Barclay"-design, sidespejle i bilens farve, armlæn placeret dybt i dør- hhv. sidebeklædningen, radio, tagræling, 1,3 liter/40 kW (54 hk)-motor og firetrins gearkasse. Denne version blev kun markedsført i Baden-Württemberg.                                                                |
| Beach          | Stødlister, varmedæmpende ruder, indvendigt justerbare i bilens farve lakerede sidespejle, tågebaglygte, radio beta |
| Bel Ami        | Fandtes i fire forskellige farver (sort, alpinhvid, tornadorød og ravennablå), varmedæmpende ruder, heldækkende hjulkapsler i stjernedesign, soltag (trinløst indstilleligt og udtageligt), ur, indvendigt justerbare sidespejle, triptæller, midterkonsol |
| College        | Specialmodel solgt i Frankrig, kabineudstyr fra Polo Fox |
| Fancy          | Kofangere og heldækkende hjulkapsler, indstillelige sidespejle i bilens farve, varmedæmpende ruder, 155/70R13-dæk, ekstra fjernlyslygter, sportsrat, nålestribet kabinedesign, sort taghimmel |
| Hit            | Specialmodel solgt i Danmark, sideblinklys, baklygte, heldækkende hjulkapsler, el-bagrude, intervalforrudevisker, halogenforlygter, radio, "Hit"-skrifttræk på bagende og bagklap, bagklapindramning, dekorationsstriber nederst på bilen, sæder ligesom i CL, sort B-søjle. Motorer: 1,05/29 kW (40 hk) og 1,3/40 kW (54 hk) liter. |
| Jeton          | Oprindeligt tænkt som USA-version. Stødlister, heldækkende hjulkapsler i stjernedesign, aflåseligt tankdæksel, varmedæmpende ruder, ur, triptæller, fast hattehylde, sportsrat, indvendigt justerbare sidespejle, Fashion Karo-kabinedesign, nakkestøtter med mørkeblåt kunstlæder, askebæger bagi |
| Movie          | Metallak, varmedæmpende ruder, heldækkende hjulkapsler i stjernedesign, midterkonsol |
| Shopping       | Metallak (diamantsølv, stratosblå eller tizianrød), bredere forskærme, fast hattehylde, indtræk i design "Perltweed" eller kunstlæder, termochoker (kun 29 kW (40 hk)-motor). Motorer: 29 kW (40 hk) og 40 kW (54 hk). |
| Perlsilber     | Lakering i perlesølvmetallic, gråsort Glencheck-indtræk, alufælge i bilens farve med 155/70R13-dæk, midterste tagsøjle i sort, halogenforlygter, lamineret forrude, el-bagrude, bagrudevisker/vasker, totrins intervalforrudevisker. Motorer: 29 kW (40 hk) og 37 kW (50 hk). |
| Peppermint     | Udstyr ligesom Jeton, fandtes i farverne fuchsiarød, limogeblå, sort, bermudablå; varmedæmpende ruder, heldækkende hjulkapsler, dekorationsstriber på højde med rammebeskyttelseslisterne med skrifttræk "Peppermint" under de bageste sideruder, sædebetræk i "Fashion Karo"-design, bredere hjulkasser. Modellen fandtes kun i Frankrig med 33 kW (45 hk)-motor. |
| SP             | Kun som Liftback (9.000 eksemplarer) i tre forskellige farver (bermudagrøn metallic, marsrød, diamantsølv metallic), alufælge med 155/70R13-dæk, indvendigt justerbare sidespejle i bilens farve, bremseforstærker, sportsrat, højdejusterbare sportssæder og dørbeklædninger i "Chintz"-indtræk passende til bilens farve, omdrejningstæller, digitalur, midterkonsol, spoilerramme om bagrude, kølergrill med to ekstra halogenforlygter, tågebaglygte. Motorer: 1,05/29 kW (40 hk), 1,3/40 kW (54 hk) og 1,3/55 kW (75 hk) liter. |
| Twist          | Varmedæmpende ruder, højre sidespejl, heldækkende hjulkapsler og fartstriber og kofanger i bilens farve, fast hattehylde, Sundrop-kabinedesign |

- Volkswagen Polo II Coupé Azur
- Volkswagen Polo II Beach
- Volkswagen Polo II Belami
- Volkswagen Polo II Jeton
- Volkswagen Polo II Movie

Polo 2F kunne ud over Fox, CL og GT fås i følgende specialudgaver:
| Model        | Særlige kendetegn (bl.a.) |
| ------------ | --- |
| Boulevard    | Stødlister, varmedæmpende ruder, midterkonsol, handskerumsklap, ur, triptæller |
| CL Extra     | 155/70R13-dæk, skydetag, højdejusterbart førersæde, varmedæmpende ruder, 5-trins gearkasse, ellers ligesom CL |
| GT Extra     | Skydetag, hvide blinklys, afmørkede baglygter, tagantenne, radioforberedelse, sportssæder, sportsrat, lædergearknop og -manchet, ellers ligesom GT |
| Fantasy      | Metallak, kølergrill og sidespejle i bilens farve, varmedæmpende ruder, 155/70R13-dæk, sort/sølv heldækkende hjulkapsler, omdrejningstæller, digitalur, midterkonsol, handskerumsklap, højdejusterbart førersæde, sportsrat, fodmåtter, indvendig lyskontakt til passagersiden, holdere til førstehjælpskasse og advarselstrekant, Magic Schwarz-kabinedesign |
| Fancy        | Specialmodel solgt i Frankrig, fandtes i starten kun som Coupé. Sidespejle i bilens farve, kølergrill, hækspoiler, gribeliste bagpå og dellakerede kofangere. Indtræk i "Cosmic"-design. Ellers ligesom "Style". Farver: Tornadorød, windsorblå metallic, classicgrøn perleeffekt og brillantsort metallic. |
| Genesis      | Bredere forskærme med stødlister, BBS-alufælge 5,5×13 med 175/60R13-dæk, dellakerede kofangere, sidespejle og gribeliste på bagagerum i bilens farve, hvide forblinklys, tågeforlygter, sort/røde baglygter, varmedæmpende ruder, eksklusiv lak violet-touch perleeffekt, sportssæder og kabinebeklædninger i Sound-design, ekstra skrifttræk "Genesis" på nakkestøtterne, trykte velourfodmåtter i de forreste fodrum, lydanlæg Genesis med radio gamma og to trevejshøjttalere foran samt to tovejshøjttalere bagi og to små subwoofere, elektronisk forstærket tagantenne, treeget sportsrat (på 83 kW (113 hk) i læder) med Genesis-skrifttræk, nøglering med skriftrræk "Genesis" og Volkswagen-logo, omdrejningstæller, digitalur − kun som Coupé med 40 kW (54 hk)-, 55 kW (75 hk)- og 83 kW (113 hk)-motorer |
| Houston      | Specialmodel solgt i Frankrig, fandtes kun som Coupé. Med varmedæmpende ruder, rammebeskyttelseslister, sideblinklys, fremklappeligt bagsæde ellers ligesom CL. Kun indtræk og dørbeklædninger i "Northern Wind"-design. 33 kW (45 hk)-motor. |
| Laura Ashley | Eksklusiv lakering oakgrønmetallic, afmørkede baglygter, stålskydetag og BBS-alufælge med 175/60R13-dæk, læderrat med træindlæg, varmedæmpende ruder, picnickurv i bagagerum, ellers ligesom GT. Denne til 350 eksemplarer begrænsede specialmodel blev kun markedsført i Baden-Württemberg. |
| MC Polo      | Specialmodel solgt i Østrig, fandtes i 15 forskellige farver (sort, karibikgrøn, maritimblå, perlegrå metallic, mint metallic, satinsølv metallic, classicrød, tornadorød, windsorblå metallic, alpinhvid, montanagrøn metallic, indianrød perleeffekt, brillantsort metallic, stålblå metallic, mørkegrøn). Varmedæmpende ruder, stålskydetag, indvendigt justerbare sidespejle, dørlommer, sideblinklys, omdrejningstæller og digitalur (for dieselmodeller kun analogur), cigarettænder, handskerum uden klap, blanke heldækkende hjulkapsler, hjul i størrelse 4 1/2 J × 13 og 155/70R13 T-dæk, indtræk i "Modekaro"-design, radioforberedelse med to højttalere og stavantenne, midterkonsol, rammebeskyttelseslister. Motorer: 33 kW (45 hk), 40 kW (54 hk) og diesel 35 kW (48 hk).                           |
| Mikado       | Stødlister, hjulpynteringe i bilens farve, radioanlæg alpha, indtræk i "Harlekin"-design, fast hattehylde, ur, triptæller |
| Prego        | Specialmodel solgt i Holland, fandtes som Coupé og Liftback. Varmedæmpende ruder, hvide blinklys, afmørkede baglygter (kun Coupé), dellakerede kofangere, lakeret kølergrill, i bilens farve lakerede indvendigt justerbare sidespejle, treeget sportsrat, omdrejningstæller, sideblinklys, stålskydetag, lakeret gribeliste på bagklappen, midterkonsol, sportssæder, dæk 155/70R13 (Coupé 165/65R13), bredere hjulkasser, radioforberedelse, sportssæder i "Cosmic"-design, lakeringer: Maritimblå, tornadorød, classicgrøn perleeffekt, windsorblå metallic, brillantsort metallic |
| Pretty       | Blev kun markedsført i Frankrig, med 155/70R13-dæk, Jubile-kabinedesign |
| Scot         | 155/70R13-dæk, 5-trins gearkasse, radioanlæg alpha stereo med højttalere øverst i instrumentbrættet, Modekaro/Color Flecht Karo-kabinedesign, intet ur, ingen omdrejningstæller, ingen cigarettænder, handskerum uden klap, indvendigt justerbare sidespejle, fast hattehylde, skrifttræk Scot på bagklappen |
| Style        | Mørklakerede heldækkende hjulkapsler, varmedæmpende ruder, skydetag, tagræling (semistationcar), sidespejle, hækspoiler (Coupé), kølergrill, kofangere og sidespejle i bilens farve, hvide blinklys, afmørkede baglygter, sportssæder, sportsrat, cigarettænder, midterkonsol, lastkantafdækning, omdrejningstæller, digitalur, handskerumsklap |
| Tropic       | Specialmodel solgt i Frankrig, fandtes i to forskellige metalfarver (montanagrøn og stålblå), grøntonede varmedæmpende ruder, sølvfarvede heldækkende hjulkapsler, indtræk i "Submarine"-design, farvetilpassede dørbeklædninger, stålskydetag, 33 kW (45 hk)-motor |
| Peppermint   | Fransk specialmodel på basis af Fox, fandtes som Coupé og Liftback, fandtes i lakeringerne alpinhvid, maritimblå, karibikgrøn, fuchsia, windsorblå metallic, mintgrøn metallic og perlegrå metallic, sideblinklys i forskærmene, indvendigt justerbare sidespejle, aflåseligt tankdæksel, kosmetikspejl, dekorationsstriber med skrifttræk "Peppermint", kombiinstrument med analogt ur, tæppebeklædt bagagerumsafdækning, stofindtræk i "Tricolor"-design. Motorer: 33 kW (45 hk) og diesel 35 kW (48 hk). |
| Universal    | Tagræling (Liftback), 155/70R13-dæk, varmedæmpende ruder, ur, triptæller, delt bagsæde, radioanlæg beta, "Northern Winds"-kabinedesign |

- Polo II Boulevard
- Polo II CL Extra
- Polo II Genesis
- Polo II Mikado
- Polo II Pretty
- Polo II Scot Edition
- Polo II Style
- Polo II Universal
- Polo II Fantasy
- Polo II Prego

## Udstyr

### Standardudstyr
Fox havde som basismodel følgende standardudstyr (udvalg) i de sidste modelår:
- Udvendige farver tornadorød, maritimblå, karibikgrøn eller alpinhvid
- Fox-skrifttræk på bageste sidedel og bagklap afstemt efter bilens farve
- Lille stenslagsbeskyttelse på de bageste hjulkasser
- Treeget rat
- For- og bagsæder i Tricolor-design, dertil passende glatte dør- og bageste sidebeklædninger
- Højdejusterbare nakkestøtter
- Speedometer til 200 km/t, femcifret kilometertæller
- Brændstofmåler
- Kølevæsketermometer
- Sort vliesgulvtæppe
- Fast, tæppebeklædt bagagerumsafdækning
- Sideblinklys (fra modelår 1991)
- Sølvfarvede 4½J×13-stålfælge på 145R13-dæk

CL adskilte sig fra Fox gennem følgende ekstra udstyr:
- Udvendige farver ligesom Fox
- CL-skrifttræk på bagklappen
- Sort beklædte B-søjler
- Handskerumsklap
- Fartgreb til forsædepassager
- Midterkonsol
- Askebæger bagi
- For- og bagsæder i Rainbow-design i skiffergrå og mauritusblå, dertil passende dør- og bageste sidebeklædninger med stofbetræk
- Sort eller mørkeblåt velourbetrukket vliesgulvtæppe
- Sidebeklædt bagagerum (ekstraudstyr)
- Sekscifret kilometertæller med triptæller
- Analogur
- Belyst cigarettænder
- Holdere til førstehjælpskasse og advarselstrekant
- Dørkontakt til kabinelys også i passagersiden
- Sortlakerede 4½J×13-stålfælge i stjernedesign, sølvfarvede heldækkende hjulkapsler i stjernedesign, 145R13-dæk (75 hk 155/70R13)

GT havde derudover:
- Udvendige farver sort, tornadorød, classicrød, karibikgrøn, satinsølv, perlegrå metallic eller alpinhvid
- Røde fartstriber på kofangerne
- Sorte Volkswagen-emblemer og røde GT-skrifttræk på kølergrillen og bagklappen
- Sorte bredere forskærme (Coupé)
- Treeget sportsrat
- Sportsforsæder (førersæde højdejusterbart) og bagsæde i Joker-design, dertil passende dør- og bageste sidebeklædninger med stofbetræk på den øverste og kompaktfolie på den nederste del
- Højde- og hældningsjusterbare nakkestøtter
- Omdrejningstæller i stedet for analogur
- Digitalur
- Sortlakerede 4½J×13-stålfælge i stjernedesign, sort/sølvfarvede heldækkende hjulkapsler i stjernedesign, 155/70R13-dæk (Coupé: 5½J×13-fælge med 165/65R13-dæk)
- BBS-fælge i krydsegerdesign 5,5×13 et38, kun for G40 og specialmodellerne Genesis og Laura Ashley

G40 havde samme udstyr som GT samt:
- Udvendige farver sort, tornadorød, maritimblå, alpinhvid eller grøn perleeffekt
- Sorte Volkswagen-emblemer og røde G40-skrifttræk på kølergrillen og bagklappen
- Rudevisker i førersiden med spoiler
- Treeget sportslæderrat
- Lædergearknop og -sæk
- Sportsforsæder (førersæde højdejusterbart) og bagsæde i LeMans Karo-design, dertil passende dør- og bageste sidebeklædninger med stofbetræk på den øverste og kompaktfolie på den nederste del
- Tågeforlygter
- Hvide forblinklys (fra og med modelår 1992)
- Afmørkede baglygter (fra og med modelår 1992)
- Radioforberedelse med højttalere foran og tagantenne
- Speedometer til 240 km/t
- 5½J×13 BBS-alufælge, 175/60R13H-dæk

(pr. august 1992)

### Ekstraudstyr
- Større batteri1
- Kassetterum i midterkonsollen2
- Tagræling (Liftback)
- Stofskydetag (Liftback)
- Kombiinstrument med omdrejningstæller og digitalur1 2 3
- Kombiinstrument med analogur
- Stærkere generator (65A i stedet for 55A)
- Kunstlæder til Fox
- Metallak hhv. specialfarve tornadorød3
- Tågeforlygter
- Forlygtevaskere
- Radioanlæg
  - alpha med to højttalere foran
  - beta med to højttalere foran
  - gamma med to højttalere foran og bagi
- Alufælge Zolder (4½J×13) eller Hockenheim2 (5½J×13)
- Stålfælge (4½J×13 eller 5½J×13) med dæk 155/70R13, 165/65R13 eller 175/60R13
- Opvarmelige sprinklerdyser foran
- Stålskydetag
- Højdejusterbart fører-3 og passagersæde, sportssæder3, sædevarme3, delt bagsæde3
- Sportsrat2
- Forstærkede støddæmpere fortil og bagtil
- Holdere til førstehjælpskasse og advarselstrekant
- Grøntonede varmedæmpende ruder